# Stefan Fegerl
Stefan Fegerl (né le 12 septembre 1988) est un pongiste autrichien international, membre de l'équipe d'Autriche.
Il évolue dans le club du SVS Niederösterreich. Son meilleur classement mondial est no 38 mondial en juillet 2015.
Il termine 5e des championnats d'Europe 2013.
En 2015, il est médaillé de bronze par équipe lors des Jeux européens. Il remporte l'Open du Koweit ITTF en double associé au chinois Lin Gaoyuan.
Lors des championnats d'Europe 2015, il décroche le titre avec l'équipe d'Autriche, après avoir éliminé les portugais tenants du titre en quart de finale,, la Biélorussie en demi et l'Allemagne en finale, avec notamment une victoire sur Patrick Baum lors du match décisif. Il remporte aussi le titre en double lors de cette compétition, associé au portugais João Monteiro.